# St. Bernward (Lehrte)

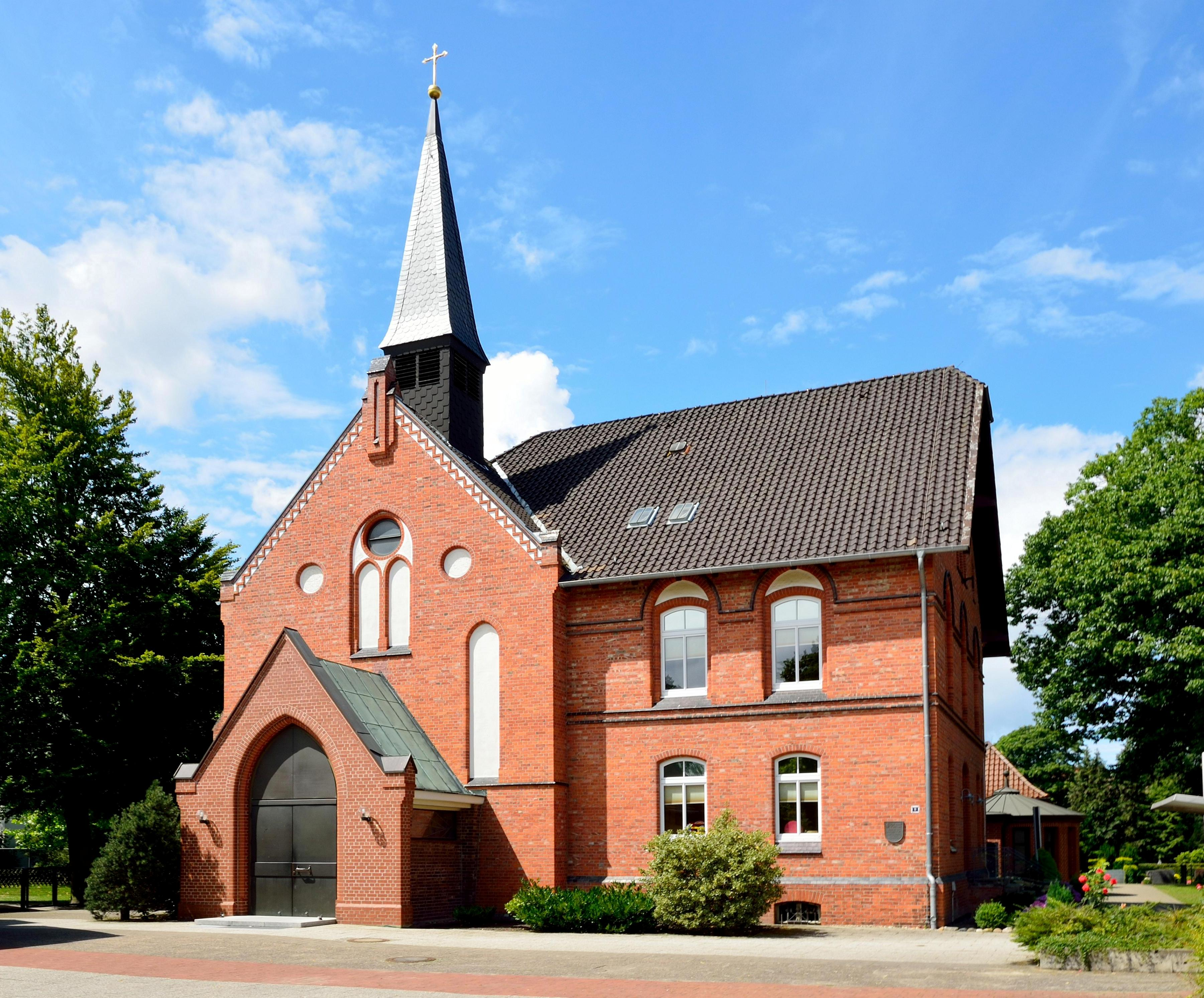
Pfarrkirche St. Bernward von Osten

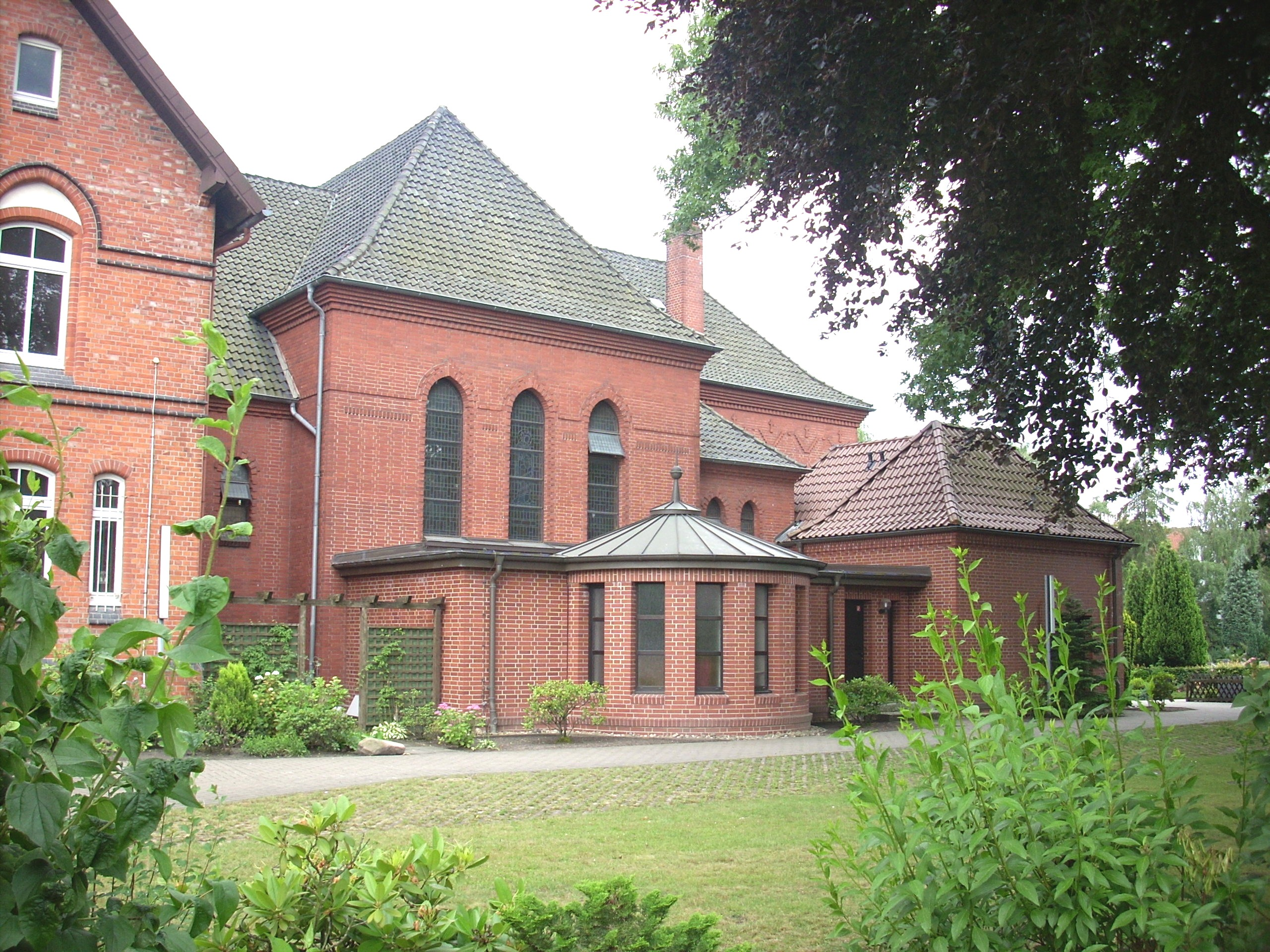
Blick von Nordosten

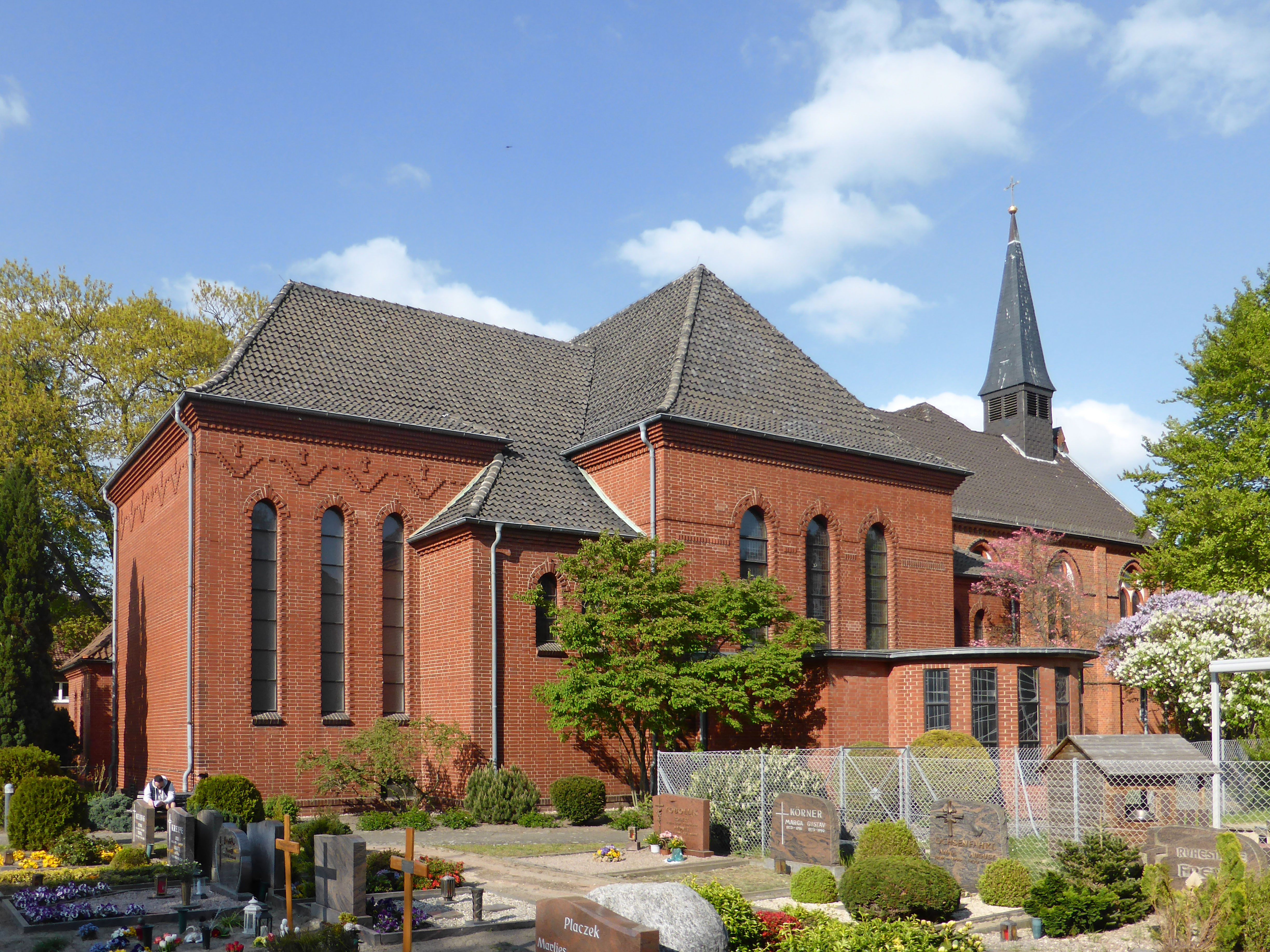
Blick von Südwesten auf den Erweiterungsbau von 1936, rechts der ursprüngliche Bau mit dem Dachreiter

St. Bernward ist die katholische Kirche von Lehrte. Die Pfarrkirche liegt in der Nähe des Bahnhofs (Feldstraße 8) in rund 61 Meter Höhe über dem Meeresspiegel, zu ihrem Einzugsgebiet gehören knapp 4900 Katholiken. Ihre gleichnamige Pfarrgemeinde gehört zum Dekanat Hannover im Bistum Hildesheim.
Der rötliche Backsteinbau zeigt deutlich die Spuren seiner mehrstufigen Entstehung. Wer sich von Osten (Feldstraße) nähert, erblickt zunächst die relativ bescheidene Portalfront mit Dachreiter. Erst beim Umschreiten erscheint hinter dem angebauten ehemaligen Pfarrhaus die Gesamtgröße des Baus mit geräumigem Querhaus und Altarraum sowie mehreren Nebenbauten. Hinter der St.-Bernward-Kirche befindet sich ein zur Gemeinde gehörender Friedhof.

## Geschichte
Die alte Pfarrkirche des Bauerndorfes Lehrte mit dem Patrozinium des hl. Nikolaus war 1531 lutherisch geworden. Seit dem Anschluss ans Schienennetz 1843 und dem Ausbau zum Eisenbahnknotenpunkt nahm Lehrte eine stürmische industrielle Entwicklung, die auch mehr und mehr katholische Einwohner in die Stadt brachte (1854: 12; 1900: 535). 1889 wurde eine bis heute als Grundschule bestehende St.-Bernward-Schule als Volksschule gegründet.

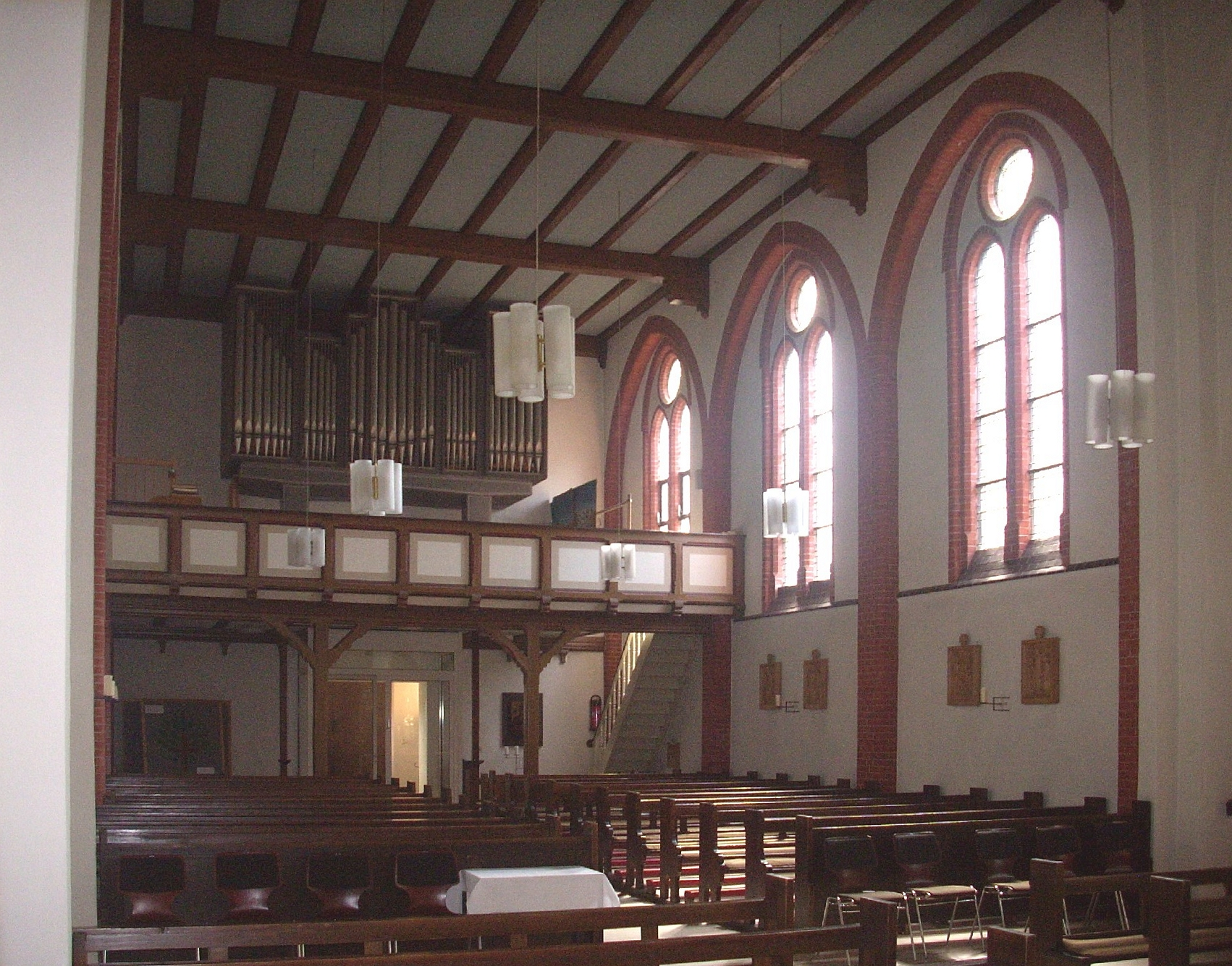
Blick zur Orgel, Kirchenschiff erbaut 1894, Foto 2008

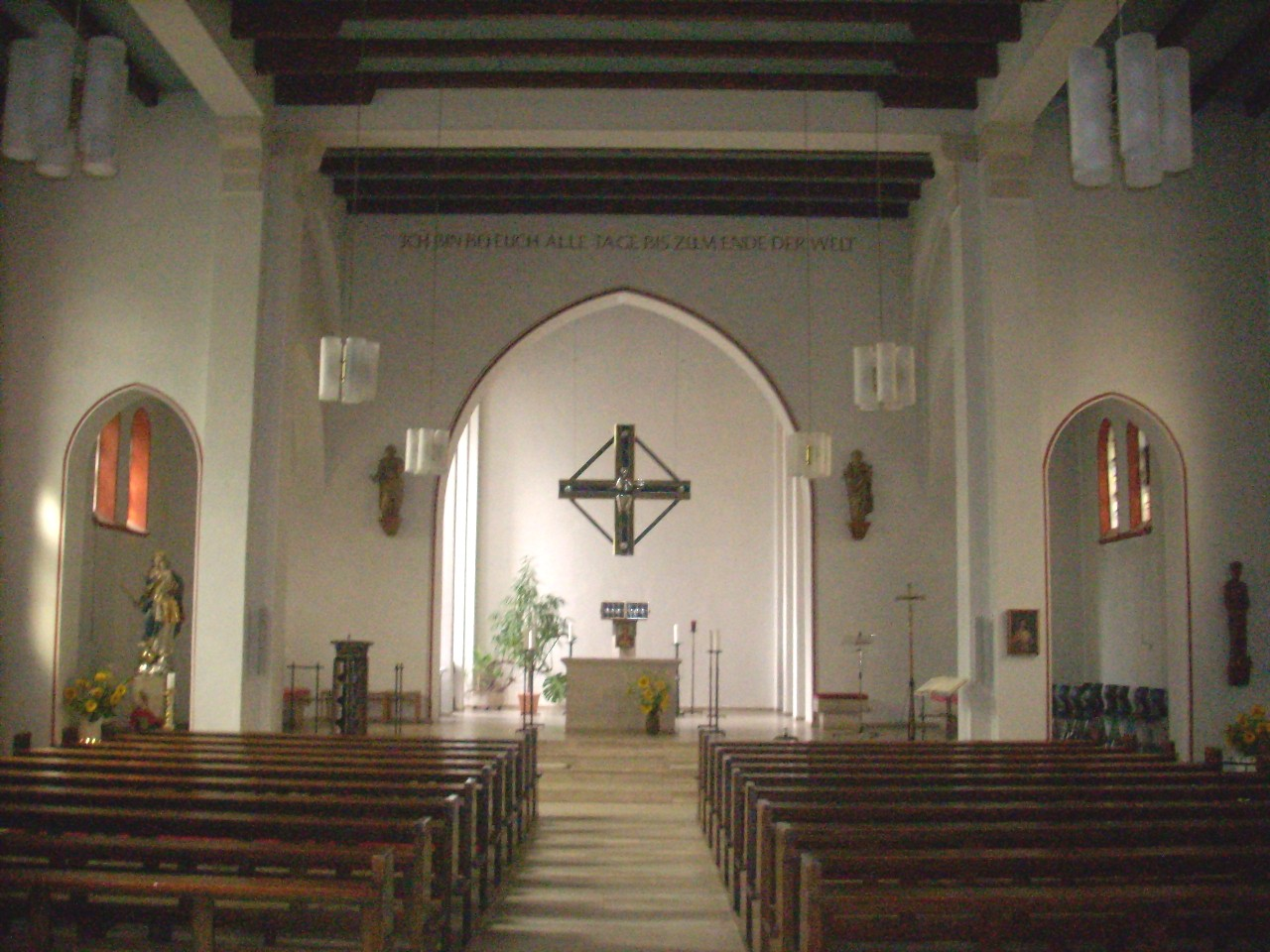
Blick zum Altar, Erweiterung von 1936

1894 begann der Bau der Kirche, die im folgenden Jahr auf den Namen des Hildesheimer Bischofs Bernward geweiht wurde. Dabei handelte es sich um eine kleine Hallenkirche in neugotischen Formen – sie ist heute der Eingangs- und Ostteil.
1935 wurde für die weiter angewachsene Pfarrgemeinde ein großer Erweiterungsbau begonnen (geweiht am 21. Mai 1936 durch Bischof Joseph Godehard Machens), der sich an die alte Kapelle nach Westen anschließt und den nüchtern-quadrischen Stil dieser Zeit aufweist.
1960 entstand die Tauf- und Beichtkapelle an der Südseite, 1993 die Sakristei im Norden.
1971 wurde die Filialkirche St. Theresia im Nachbarort Ahlten errichtet. Seit dem 1. November 2014 gehören zur Pfarrei auch die Kirchen St. Maria (Sehnde) und St. Josef (Sehnde-Bolzum).

## Ausstattung
Das Innere ist weiß gekälkt. Den Raumeindruck bestimmt der hohe, weite Mauerbogen mit Schriftband, der zum Altarraum führt. Unter den Bildwerken sind die farbige Muttergottesfigur und das Bernwardsfenster erwähnenswert. Weitere Heiligendarstellungen sind ein Elisabethfenster von 1935 sowie Statuen von Antonius von Padua, Barbara, Judas Thaddäus, Paulus und Petrus.